# Franz Peter Möhres
Franz Peter Möhres (* 24. April 1912 in Köln; † 5. Januar 1989) war ein deutscher Zoologe. Er war ordentlicher Professor für Zoologie und Direktor des von ihm begründeten Zoophysiologischen Instituts an der Universität Tübingen.

## Leben
Franz P. Möhres, Sohn von Gertrud Möhres, geborene Bosbach, und des Kaufmanns Paul Möhres, studierte Naturwissenschaften in Köln, war von 1942 bis 1954 Assistent und später Oberassistent von Karl von Frisch in München. Nachdem Möhres zum Dr. phil. promoviert worden war und 1952 zunächst einen Auftrag als Privatdozent an der Universität München erhalten hatte, wurde er 1954 zum ordentlichen Professor für Zoologie und zum Direktor des Zoophysiologischen Instituts der Universität Tübingen ernannt. 1980 erfolgte seine Emeritierung. Er war katholisch, ab 1944 verheiratet mit Hildegard Möhres, geborene Krähmer, und hatte sechs Kinder.

## Arbeitsgebiet
Sein Arbeitsgebiet war die Physiologie der Tiere, insbesondere Sinnesphysiologie und Orientierungsforschung.

## Veröffentlichungen (Auswahl)
- Untersuchungen über die Frage der Wahrnehmung von Druckunterschieden (Versuche an Bodenfischen). 1940.
- Über die Ultraschallorientierung der Hufeisennasen, Chiroptera-Rhinolophinae. 1953.
- Käfer. Form und Farbe, Fülle und Pracht. Mit Farbtafeln von Ewald Reitter und einem Geleitwort von Ernst Jünger. Stuttgart 1963.